# Bairdiella ronchus
Bairdiella ronchus és una espècie de peix de la família dels esciènids i de l'ordre dels perciformes.

## Morfologia
- Els mascles poden assolir 35 cm de longitud total.[5][6]

## Reproducció
És ovípar.

## Alimentació
Menja peixos i crustacis.

## Hàbitat
És un peix de clima tropical i demersal que viu entre 16-40 m de fondària.

## Distribució geogràfica
Es troba a l'oceà Atlàntic occidental: des del Mar Carib fins al Brasil.

## Ús comercial
És important com a aliment per als humans.

## Observacions
És inofensiu per als humans.